# Слобідка (Мядельський район, Кривицька селищна рада)
Слобідка (біл. вёска Слабодка) — село в складі Мядельського району Мінської області, Білорусь. Село підпорядковане Кривицькій селищній раді, розташоване в північній частині області.

## Історія
З 1793 після другого розділу Речі Посполитої Слобідка, як і вся Вілейщина, входила до складу Російської імперії, був утворений Вілейський повіт у складі спочатку Мінської губернії, а з 1843 - Віленської губернії.
У 1921–1945 роках фільварок знаходилось у Польщі, у Вільнюськім воєводстві, Вілейського повіту, у гміні Крывічы.

## Населення
- 1866 рік — 14 людини, 1 будинків[2]
- 1921 рік — 14 людини, 2 будинків[3]
- 1931 рік — 41 людини, 4 будинків[4].